# Trainingsmaske

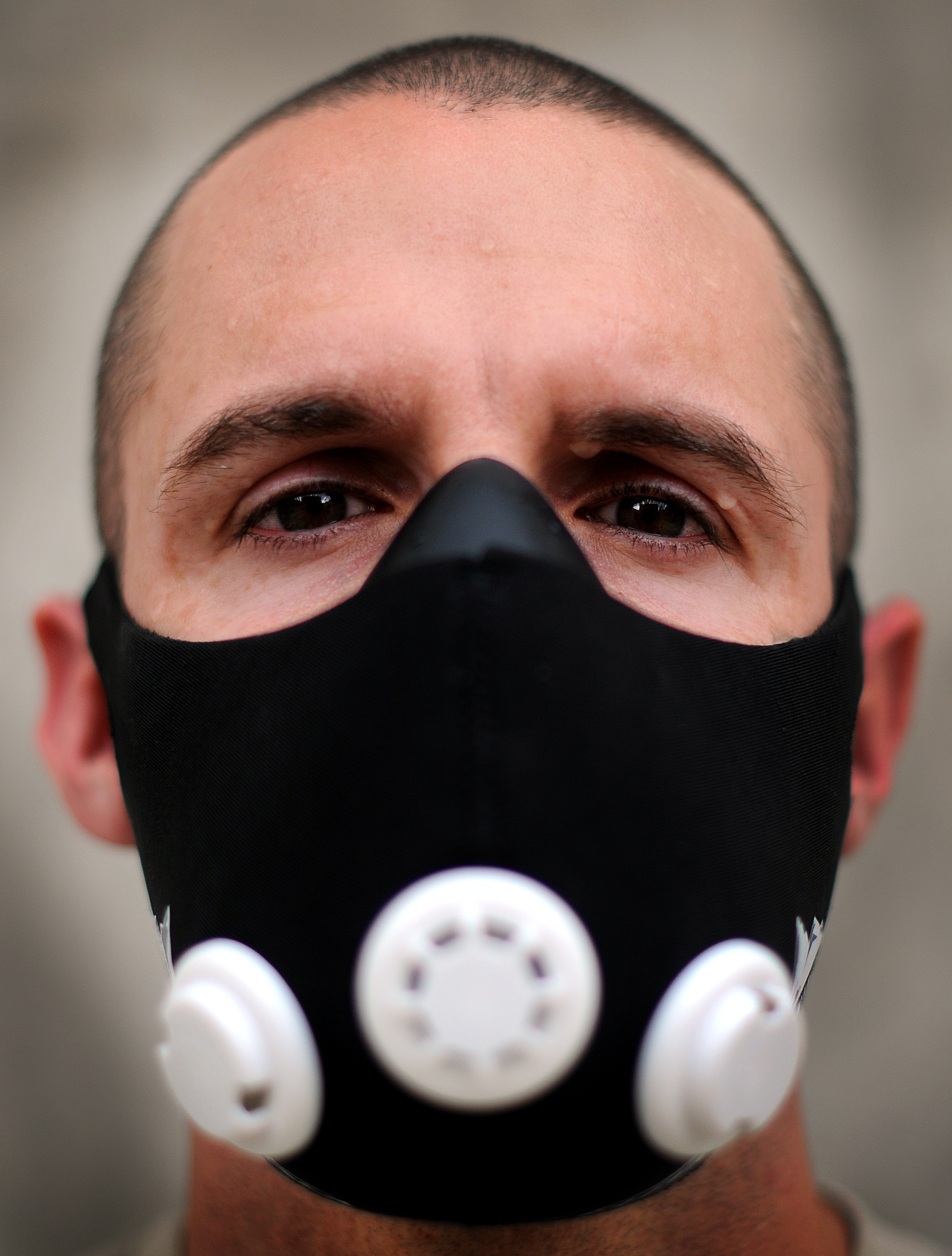
Ein Soldat der US Air Force mit Atemrestriktionsmaske, um Kardiofunktion zu trainieren

Eine Trainingsmaske ist ein Hilfsmittel zur Steigerung der physiologischen Leistungsfähigkeit. Sie soll es Nutzern ermöglichen, durch die Restriktion der Atemluftzufuhr die Atemmuskulatur zu trainieren. Sie wird u. a. von Asthmatikern, Sportlern und Soldaten angewendet. Die Wirkung ist teilweise umstritten.

## Wirkungsweise
Der ursprüngliche Gedanke dahinter war, ein handliches Gerät anzubieten, welches ein Höhentraining simulieren soll. Dieses steigert bekanntlich die Anzahl der roten Blutkörperchen, verbessert den Sauerstofftransport des Athleten und schafft somit einen messbaren temporären Leistungsvorteil bei dessen Rückkehr auf Meereshöhe.
Die Verwendung solcher Trainingsmasken konnte in wissenschaftlichen Studien diesbezüglich jedoch nicht überzeugen, da keinerlei Effekte auf Hämoglobin, Hämatokrit und Sauerstofftransport zu verzeichnen waren. Die Masken hatten keinen Einfluss auf die Sauerstoffkonzentration der eingeatmeten Luft. Sie erschweren lediglich das Ein- und Ausatmen und trainieren somit die Atemmuskulatur des Verwenders.
Dennoch wurden auch Vorteile evident: Die gesamte Atemmuskulatur, bestehend aus dem Zwerchfell, der Zwischenrippenmuskulatur und der Assistenzmuskulatur, muss – wie jeder andere Muskel auch – progressiv trainiert werden, um Höchstleistungen bringen zu können. Das sogenannte Respiratory Muscle Training (RMT) ist eine spezielle Trainingsmethodik, die entwickelt wurde, um die Atemmuskulatur gezielt zu stärken. RMT verbessert bei Sportlern nachweislich die Kraft, Schnelligkeit und Ausdauer.
Trainingsmasken erlauben es damit dem Anwender, die Atemmuskulatur zu stärken, ohne an stationäre Geräte gebunden zu sein. Durch das Erschweren der Atmung üben diese Einheiten einen direkten Einfluss auf die kardiorespiratorische Fitness aus, was sich in der sportlichen Leistungsfähigkeit niederschlagen kann. Dies ist vor allem für Spitzenathleten von Bedeutung, bei denen das Lungensystem zum limitierenden Faktor werden kann.
Die Vorteile einer Trainingsmaske beschränken sich dabei nicht auf den Spitzensport: Während eines hochintensiven sechswöchigen Trainingsprogramms, konnten „moderat trainierte“ Subjekte unter Verwendung einer Trainingsmaske ihre Ausdauer- (VO2 Max) und ihre Kraftwerte signifikant verbessern.
Einige Kritiker bezweifeln jedoch, dass sich das Training des kardiorespiratorischen Systems tatsächlich positiv auf die sportliche Leistungsfähigkeit auswirkt. Bessere Lungenfitness sei nicht gleichbedeutend mit besseren Leistungswerten. In einer Studie an Athleten zeigte sich keine verbesserte Ausdauerleistung – vermutlich, weil diese bereits austrainiert waren.
Eine umfangreiche Metaanalyse von Gigliotti et al. (2006) kam zu dem Ergebnis, dass in kontrollierten, rigoros designten Studien ein deutlicher Effekt auf relevante Leistungsmarker zu verzeichnen ist. Die Hintergründe dieser Prozesse sind jedoch noch nicht zur Gänze erschlossen und erfordern weitere Forschungsarbeit.